# تشان سانتوخي
تشان سانتوخي (بالهولندية: Chan Santokhi)‏ (ولد في 3 فبراير 1959) هو سياسي سورينامي، ورئيس سورينام منذ 16 يوليو 2020، كان سابقًا رئيسًا للشرطة، وفي سبتمبر عام 2005، أدى اليمين الدستورية في منصب وزير العدل والشرطة باسم حزب الإصلاح التقدمي.